# Sein schwierigster Fall
Sein schwierigster Fall ist ein Kriminalfilm von 1915 der Filmreihe Joe Deebs.

## Handlung
Joe Deebs deckt einen Erbschwindel auf.

## Hintergrund
Produziert wurde Sein schwierigster Fall von May Film (F-Nr. 3), der Firma von Joe May. Der Film hat eine Länge von vier Akten mit achtzig Zwischentiteln auf 1360 Metern bzw. 1313 Metern, das entspricht etwa 74 bzw. 72 Minuten. Die Polizei Berlin erließ am 7. September 1915 ein Jugendverbot unter den Nummern 15.39, 10256/15 und 38172; die Polizei München verbot die Ankündigung als Detektivfilm unter den Nummern 9153, 19154, 19155, 19155a. Die Uraufführung des Stummfilms fand am 15. Oktober 1915 in den U. T. Lichtspielen (Cines Lichtspieltheater) am Nollendorfplatz Nr. 4 in Berlin statt.

## Aufführung
In Hamburg warben in einem Gemeinschafts-Jnserat die Passage-Lichtspiele Mönckebergstraße und die Harvestehuder Lichtspiele Eppendorferbaum im Hamburger Fremdenblatt Nr. 307 B vom Freitag, den 5. November 1915 auf S. 16 für den "Zweiten Film der Joe Deebs-Serie “Sein schwierigster Fall”, einen “selten geistvollen und packenden Detektiv-Schlager” mit Max Landa vom Lessing-Theater Berlin.
„Der zweite Clou des dieswöchigen Programms ist das unerreichte dreiaktige Lustspiel ‚Das Nachtbackverbot‘ von zwerchfellerschütternder Wirkung. In den Hauptrollen: Albert Paulig als Bäckermeister, Frau Voss als Logismutter und Frl. Erna Alberti als Einlogiererin. Dieses entzückende Lustspiel bedeutet für unsere Besucher eine Stunde naturwüchsigen gesunden Humors. Ab Freitag den 5. bis Donnerstag den 11.Novbr.“
"Sein schwierigster Fall. Detektivdrama in 3 Akten aus der Joe Deebs-Serie" lief laut der Anzeige im Neumarkter Tagblatt No.54 vom 7. März 1916 in Neumarkt/Opf. im Drei-Mohren-Kino an der Oberen Marktstraße am 7. März 1916; im Beiprogramm gab es: “Die Gulaschkanone”. Lustspiel in Feldgrau in 3 Akten. “Jetzt oder nie. Humoristisch”, sowie: Die große Kriegsschau.